# Грађански рат у Костарики
Грађански рат у Костарики је био најкрвавији догађај који се догодио у Костарики у 20. веку. Трајао је 44 дана (од 12. марта, до 24. априла, 1948), током се процењује да је погинуло око 2.000 људи. До сукоба је дошло након што је костариканска законодавна власт, у којој су доминирали провладини представници, изгласала да се поништавају резултати председничких избора 1948, због сумње да је победа опозиционог кандидата Отилија Улатеа постигнута преваром. Због овога се побуњеничка армија под командом Хосеа Фигереса подигла на оружје против владе председника Теодора Пикада, и брзо је поразила. Након рата, Фигуерес је владао годину и по дана као шеф хунте привремене владе, која је распустила војску и надгледала изборе за парламент који је донео нови устав Костарике 1949. године. Хунта је затим сишла са власти и предала ју је Улатеу. Од тада у Костарики није било значајнијег политичког насиља.